# Nigeria na Letnich Igrzyskach Olimpijskich 2012
Nigerię na Letnich Igrzyskach Olimpijskich 2012, które odbyły się w Londynie, reprezentowało 50 zawodników. Po raz pierwszy od Igrzysk Olimpijskich w Seulu w 1988 sportowcy z tego kraju nie zdobyli żadnego medalu.
Był to piętnasty start reprezentacji Nigerii na letnich igrzyskach olimpijskich.

## Reprezentanci

### Boks
Mężczyźni
| Zawodnik       | Konkurencja               | 1/16               | 1/8              | Ćwierćfinały     | Półfinały        | Finał            | Finał   |
| Zawodnik       | Konkurencja               | Przeciwnik Wynik   | Przeciwnik Wynik | Przeciwnik Wynik | Przeciwnik Wynik | Przeciwnik Wynik | Pozycja |
| -------------- | ------------------------- | ------------------ | ---------------- | ---------------- | ---------------- | ---------------- | ------- |
| Muideen Akanji | Waga średnia (do 75 kg)   | O’Neill P 6-15     | NQ               | NQ               | NQ               | NQ               | NQ      |
| Lukmon Lawal   | Waga półciężka (do 81 kg) | Al-Matbouli P 7-19 | NQ               | NQ               | NQ               | NQ               | NQ      |

Kobiety
| Zawodniczka | Konkurencja             | 1/8                 | Ćwierćfinały        | Półfinały           | Finał               | Finał   |
| Zawodniczka | Konkurencja             | Przeciwniczka Wynik | Przeciwniczka Wynik | Przeciwniczka Wynik | Przeciwniczka Wynik | Pozycja |
| ----------- | ----------------------- | ------------------- | ------------------- | ------------------- | ------------------- | ------- |
| Edith Ogoke | Waga średnia (do 75 kg) | Wystropowa W 14-12  | Torłopowa P 8-18    | NQ                  | NQ                  | NQ      |

### Kajakarstwo

#### Kajakarstwo górskie
| Zawodnik          | Konkurencja  | Eliminacje | Eliminacje | Eliminacje | Eliminacje | Eliminacje | Eliminacje | Półfinały | Półfinały | Finał | Finał   | Razem | Pozycja |
| Zawodnik          | Konkurencja  | P 1        | M.         | P 2        | M.         | Razem      | M.         | Czas      | Miejsce   | Czas  | Miejsce | Razem | Pozycja |
| ----------------- | ------------ | ---------- | ---------- | ---------- | ---------- | ---------- | ---------- | --------- | --------- | ----- | ------- | ----- | ------- |
| Jonathan Akinyemi | K-1 mężczyzn | 104.70     | 20.        | 146.95     | 21.        | 104.70     | 21.        | NQ        | NQ        | NQ    | NQ      | NQ    | NQ      |

### Koszykówka
Turniej mężczyzn
Reprezentacja Nigerii brała udział w rozgrywkach grupy A turnieju olimpijskiego, wygrywając jedno spotkanie i ponosząc cztery porażki. Zajęła przedostatnie, piąte miejsce w swojej grupie i nie awansowała do dalszej fazy rozgrywek.
Grupa A
| Miejsce | Drużyna           | Mecze | Punkty | Zwyc. | Por. | Kosze   |
| ------- | ----------------- | ----- | ------ | ----- | ---- | ------- |
| 1       | Stany Zjednoczone | 5     | 10     | 5     | 0    | 589-398 |
| 2       | Francja           | 5     | 9      | 4     | 1    | 376-378 |
| 3       | Argentyna         | 5     | 8      | 3     | 2    | 446-424 |
| 4       | Litwa             | 5     | 7      | 2     | 3    | 395-399 |
| 5       | Nigeria           | 5     | 6      | 1     | 4    | 338-456 |
| 6       | Tunezja           | 5     | 5      | 0     | 5    | 320-411 |

| 29 lipca 201210:00 | Nigeria                                            | 60:56(18:7, 13:8, 14:16, 15:25) | Tunezja                                                                   | Basketball Arena, Londyn Sędzia: - Ilija Belošević - Marcos Benito - Rabah Noujaim |
| 29 lipca 201210:00 | Pkt:Alade Aminu 15 Zb:Ike Diogu 10 As:Tony Skinn 3 | 60:56(18:7, 13:8, 14:16, 15:25) | Pkt:Amine Rzig 18 Zb:Makrem Ben Romdhane 12 As:Kechrid, Romdhane, Mejri 3 | Basketball Arena, Londyn Sędzia: - Ilija Belošević - Marcos Benito - Rabah Noujaim |

| 31 lipca 201215:30 | Litwa                                                              | 72:53(14:8, 20:19, 22:13, 16:13) | Nigeria                                                        | Basketball Arena, Londyn Sędzia: - Cristiano Maranho - Stephen Seibel - Vitalis Gode |
| 31 lipca 201215:30 | Pkt:Darius Songaila 12 Zb:Linas Kleiza 6 As:Šarūnas Jasikevičius 9 | 72:53(14:8, 20:19, 22:13, 16:13) | Pkt:Diogu, Aminu 12 Zb:Al-Farouq Aminu 11 As:Al-Farouq Aminu 2 | Basketball Arena, Londyn Sędzia: - Cristiano Maranho - Stephen Seibel - Vitalis Gode |

| 2 sierpnia 201223:15 | Stany Zjednoczone                                            | 156:73(49:25, 29:20, 41:17, 37:11) | Nigeria                                              | Basketball Arena, Londyn Sędzia: - Juan Arteaga - Robert Lottermoser - Elena Chernova |
| 2 sierpnia 201223:15 | Pkt:Carmelo Anthony 37 Zb:Davis, Love 6 As:Deron Williams 11 | 156:73(49:25, 29:20, 41:17, 37:11) | Pkt:Ike Diogu 27 Zb:Ike Diogu 7 As:Al-Farouq Aminu 4 | Basketball Arena, Londyn Sędzia: - Juan Arteaga - Robert Lottermoser - Elena Chernova |

| 4 sierpnia 201223:15 | Nigeria                                           | 79:93(19:37, 18:20, 20:19, 22:17) | Argentyna                                                | Basketball Arena, Londyn Sędzia: - Cristiano Maranho - Michael Aylen - Samir Abaakil |
| 4 sierpnia 201223:15 | Pkt:Ike Diogu 16 Zb:Ike Diogu 11 As:Alade Aminu 5 | 79:93(19:37, 18:20, 20:19, 22:17) | Pkt:Luis Scola 22 Zb:Andrés Nocioni 6 As:Manu Ginóbili 8 | Basketball Arena, Londyn Sędzia: - Cristiano Maranho - Michael Aylen - Samir Abaakil |

| 6 sierpnia 201215:30 | Francja                                                | 79:73(23:10, 18:20, 15:24, 23:19) | Nigeria                                                                           | Basketball Arena, Londyn Sędzia: - Recep Ankaralı - Michael Aylen - Rabah Noujaim |
| 6 sierpnia 201215:30 | Pkt:Nicolas Batum 23 Zb:Batum, Diaw 6 As:Tony Parker 7 | 79:73(23:10, 18:20, 15:24, 23:19) | Pkt:Chamberlain Oguchi 35 Zb:Diogu, Aminu 7 As:Aminu, Oguchi, Archibong, Oruche 2 | Basketball Arena, Londyn Sędzia: - Recep Ankaralı - Michael Aylen - Rabah Noujaim |

Skład
| Nr | Imię i nazwisko    | Data urodzenia (wiek) | Wzrost (cm) | Klub                       | Pozycja |
| -- | ------------------ | --------------------- | ----------- | -------------------------- | ------- |
| 4  | Tony Skinn         | 8.02.1983 (29)        | 191         | Ironi Aszkelon             | G       |
| 5  | Ekene Ibekwe       | 19.06.1985 (27)       | 211         | BBC Bayreuth               | F       |
| 6  | Ike Diogu          | 11.09.1983 (28)       | 208         | Capitanes de Arecibo       | F       |
| 7  | Al-Farouq Aminu    | 21.09.1990 (21)       | 206         | New Orleans Hornets        | F       |
| 8  | Ade Dagunduro      | 22.05.1986 (26)       | 196         | Stella Artois Leuven Bears | G       |
| 9  | Chamberlain Oguchi | 28.04.1986 (26)       | 198         | Panteras de Miranda        | G       |
| 10 | Koko Archibong     | 5.10.1981 (30)        | 206         | LTi Giessen 46ers          | F       |
| 11 | Richard Oruche     | 30.08.1987 (24)       | 193         | Académica Coimbra          | G       |
| 12 | Ejike Ugboaja      | 28.05.1985 (27)       | 206         | Jahesh Tarabar Qom         | F       |
| 13 | Derrick Obasohan   | 18.04.1981 (31)       | 198         | Joventut Badalona          | G       |
| 14 | Alade Aminu        | 14.09.1987 (24)       | 211         | Élan Chalon                | C       |
| 15 | Olumide Oyedeji    | 11.05.1981 (31)       | 211         | Chingdao Double Star       | C       |

Trener:  Ayo Bakare

### Lekkoatletyka

#### Mężczyźni
Konkurencje biegowe
| Konkurencja                | Zawodnik           | Runda 1  | Runda 1 | Runda 2  | Runda 2 | Półfinał | Półfinał | Finał    | Finał   |
| Konkurencja                | Zawodnik           | Rezultat | Pozycja | Rezultat | Pozycja | Rezultat | Pozycja  | Rezultat | Pozycja |
| -------------------------- | ------------------ | -------- | ------- | -------- | ------- | -------- | -------- | -------- | ------- |
| Bieg na 100 m              | Ogho-Oghene Ekweru |          |         | 10.38    | 6.      | NQ       | NQ       | NQ       | NQ      |
| Bieg na 100 m              | Peter Emelieze     |          |         | 10.22    | 5.      | NQ       | NQ       | NQ       | NQ      |
| Bieg na 100 m              | Obinna Metu        |          |         | 10.35    | 5.      | NQ       | NQ       | NQ       | NQ      |
| Bieg na 200 m              | Noah Akwu          | 20.67    | 5.      | —        | —       | NQ       | NQ       | NQ       | NQ      |
| Bieg na 110 m przez płotki | Selim Nurudeen     | 13.51    | 2.      | —        | —       | 13.55    | 5.       | NQ       | NQ      |
| Bieg na 400 m przez płotki | Amaechi Morton     | 49.34    | 3.      | —        | —       | DSQ      | DSQ      | NQ       | NQ      |

Konkurencje techniczne
| Konkurencja | Zawodnik         | Eliminacje | Eliminacje | Finał    | Finał   |
| Konkurencja | Zawodnik         | Rezultat   | Pozycja    | Rezultat | Pozycja |
| ----------- | ---------------- | ---------- | ---------- | -------- | ------- |
| Skok w dal  | Stanley Gbagbeke | 7,59       | 27.        | NQ       | NQ      |
| Trójskok    | Tosin Oke        | 16,83      | 9.         | 16,95    | 7.      |

#### Kobiety
Konkurencje biegowe
| Konkurencja                | Zawodniczka                                                                      | Runda 1  | Runda 1 | Runda 2  | Runda 2 | Półfinał | Półfinał | Finał    | Finał   |
| Konkurencja                | Zawodniczka                                                                      | Rezultat | Pozycja | Rezultat | Pozycja | Rezultat | Pozycja  | Rezultat | Pozycja |
| -------------------------- | -------------------------------------------------------------------------------- | -------- | ------- | -------- | ------- | -------- | -------- | -------- | ------- |
| Bieg na 100 m              | Gloria Asumnu                                                                    |          |         | 11.13    | 3.      | 11.21    | 5.       | NQ       | NQ      |
| Bieg na 100 m              | Blessing Okagbare                                                                |          |         | 10.93    | 1.      | 10.92    | 1.       | 11.00    | 8.      |
| Bieg na 100 m              | Oludamola Osayomi                                                                |          |         | 11.36    | 4.      | NQ       | NQ       | NQ       | NQ      |
| Bieg na 200 m              | Gloria Asumnu                                                                    | 23.43    | 6.      | —        | —       | NQ       | NQ       | NQ       | NQ      |
| Bieg na 200 m              | Christy Udoh                                                                     | 23.19    | 5.      | —        | —       | NQ       | NQ       | NQ       | NQ      |
| Bieg na 400 m              | Regina George                                                                    | 51.24    | 1.      | —        | —       | 51.35    | 5.       | NQ       | NQ      |
| Bieg na 400 m              | Omolara Omotosho                                                                 | 52.11    | 4.      | —        | —       | 51.41    | 4.       | NQ       | NQ      |
| Bieg na 100 m przez płotki | Seun Ogigun                                                                      | 13.56    | 4.      | —        | —       | NQ       | NQ       | NQ       | NQ      |
| Bieg na 400 m przez płotki | Muizat Ajoke Odumosu                                                             | 54.93    | 3.      | —        | —       | 54.40    | 1.       | 55.31    | 8.      |
| Sztafeta 4 x 100 m         | Endurance Abinuwa Gloria Asumnu Blessing Okagbare Oludamola Osayomi Christy Udoh | 42.74    | 5.      | —        | —       | —        | —        | 42.64    | 4.      |
| Sztafeta 4 x 400 m         | Bukola Abogunloko Regina George Muizat Ajoke Odumosu Omolara Omotosho Idara Otu  | 3:26.29  | 4.      | —        | —       | —        | —        | DSQ      | DSQ     |

Konkurencje techniczne
| Konkurencja | Zawodniczka       | Eliminacje | Eliminacje | Finał    | Finał   |
| Konkurencja | Zawodniczka       | Rezultat   | Pozycja    | Rezultat | Pozycja |
| ----------- | ----------------- | ---------- | ---------- | -------- | ------- |
| Skok wzwyż  | Doreen Amata      | 1,90       | 17.        | NQ       | NQ      |
| Skok w dal  | Blessing Okagbare | 6,34       | 17.        | NQ       | NQ      |
| Siedmiobój  | Uhunoma Osazuwa   | —          | —          | DNF      | DNF     |

### Podnoszenie ciężarów
| Zawodnik     | Konkurencja | Rwanie | Rwanie  | Podrzut | Podrzut | Razem  | Pozycja |
| Zawodnik     | Konkurencja | Wynik  | Pozycja | Wynik   | Pozycja | Razem  | Pozycja |
| ------------ | ----------- | ------ | ------- | ------- | ------- | ------ | ------- |
| Felix Ekpo   | -77 kg (m)  | 151 kg | 7.      | 180 kg  | 8.      | 331 kg | 8.      |
| Maryam Usman | +75 kg (k)  | 129 kg | 3.      | -       | -       | DNF    | DNF     |

### Taekwondo
| Zawodnik           | Konkurencja | 1/8               | Ćwierćfinał      | Półfinał         | Repesaż 1        | Repesaż 2        | Finał            | Finał   |
| Zawodnik           | Konkurencja | Przeciwnik Wynik  | Przeciwnik Wynik | Przeciwnik Wynik | Przeciwnik Wynik | Przeciwnik Wynik | Przeciwnik Wynik | Pozycja |
| ------------------ | ----------- | ----------------- | ---------------- | ---------------- | ---------------- | ---------------- | ---------------- | ------- |
| Isah Muhammad      | -68 kg      | Abu Libdeh P 1-13 | NQ               | NQ               | NQ               | NQ               | NQ               | NQ      |
| Chika Chukwumerije | +80 kg      | Despaigne P 0-1   | NQ               | NQ               | NQ               | NQ               | NQ               | NQ      |

### Tenis stołowy
| Zawodnik           | Konkurencja     | Eliminacje       | Runda 1              | Runda 2          | Runda 3          | Runda 4          | Ćwierćfinały     | Półfinały        | Finał            | Finał   |
| Zawodnik           | Konkurencja     | Przeciwnik Wynik | Przeciwnik Wynik     | Przeciwnik Wynik | Przeciwnik Wynik | Przeciwnik Wynik | Przeciwnik Wynik | Przeciwnik Wynik | Przeciwnik Wynik | Pozycja |
| ------------------ | --------------- | ---------------- | -------------------- | ---------------- | ---------------- | ---------------- | ---------------- | ---------------- | ---------------- | ------- |
| Quadri Aruna       | Singel mężczyzn |                  | Machado W 4-2        | Vang P 2-4       | NQ               | NQ               | NQ               | NQ               | NQ               | NQ      |
| Segun Toriola      | Singel mężczyzn | Ho W 4-1         | Persson P 1-4        | NQ               | NQ               | NQ               | NQ               | NQ               | NQ               | NQ      |
| Offiong Edem       | Singel kobiet   | Meshref P 2-4    | NQ                   | NQ               | NQ               | NQ               | NQ               | NQ               | NQ               | NQ      |
| Olufunke Oshonaike | Singel kobiet   | Shahsavari W 4-3 | Tan Monfardini P 0-4 | NQ               | NQ               | NQ               | NQ               | NQ               | NQ               | NQ      |

### Zapasy

#### Mężczyźni - styl wolny
| Zawodnik          | Konkurencja | Kwalifikacje     | 1/8              | Ćwierćfinał      | Półfinał         | Repesaż 1        | Repesaż 2           | Finał            | Finał   |
| Zawodnik          | Konkurencja | Przeciwnik Wynik | Przeciwnik Wynik | Przeciwnik Wynik | Przeciwnik Wynik | Przeciwnik Wynik | Przeciwnik Wynik    | Przeciwnik Wynik | Pozycja |
| ----------------- | ----------- | ---------------- | ---------------- | ---------------- | ---------------- | ---------------- | ------------------- | ---------------- | ------- |
| Andrew Adibo Dick | −84 kg      | BYE              | Espinal P 1-3    | NQ               | NQ               | BYE              | Marsagiszwili P 0-5 | NQ               | 18.     |
| Sinivie Boltic    | −96 kg      | BYE              | Ceban P 1-3      | NQ               | NQ               | NQ               | NQ                  | NQ               | 14.     |

#### Kobiety
| Zawodniczka        | Konkurencja | Kwalifikacje        | 1/8                 | Ćwierćfinał         | Półfinał            | Repesaż 1           | Repesaż 2           | Finał               | Finał   |
| Zawodniczka        | Konkurencja | Przeciwniczka Wynik | Przeciwniczka Wynik | Przeciwniczka Wynik | Przeciwniczka Wynik | Przeciwniczka Wynik | Przeciwniczka Wynik | Przeciwniczka Wynik | Pozycja |
| ------------------ | ----------- | ------------------- | ------------------- | ------------------- | ------------------- | ------------------- | ------------------- | ------------------- | ------- |
| Blessing Oborududu | −63 kg      | BYE                 | Michalik P 0-3      | NQ                  | NQ                  | NQ                  | NQ                  | NQ                  | 19.     |
| Amarachi Obiajunwa | −72 kg      | BYE                 | Wang P 0-5          | NQ                  | NQ                  | NQ                  | NQ                  | NQ                  | 15.     |